# Miguel Areias
Pour les articles homonymes, voir Lopes et Areias.
Miguel Alexandre Areias Lopes est un footballeur portugais né le 2 juin 1977 à Porto. Il évolue au poste de défenseur gauche.

## Biographie
Areias joue en faveur d'une multitude de clubs : l'AD Ovarense, le SC Beira-Mar, le FC Porto, Boavista, le Standard de Liège, le CD Trofense ...
Il termine vice-champion du Portugal en 2005 avec le club de Porto, en prenant part à 9 matchs de championnat lors de cette saison.
Au total, il dispute 129 matchs en 1re division portugaise et inscrit 1 but dans ce championnat.

## Carrière
- 1997-1998 : Desportivo Ronfe  Portugal
- 1998-2000 : AD Ovarense  Portugal
- 2000-2004 : Beira-Mar  Portugal
- 2004-2005 : FC Porto  Portugal
- 2005-2006 : Boavista  Portugal
- 2006-2007 : Standard de Liège  Belgique
- 2006-2007 : Celta Vigo  Espagne
- 2007-2008 : CF Belenenses  Portugal
- 2008-2009 : CD Trofense  Portugal
- 2009-2010 : Sans club
- 2010-2011 : Leixões SC  Portugal[1],[2]

## Statistiques
À l'issue de la saison 2009-2010
- 2 matchs et 0 but en Ligue des Champions
- 2 matchs et 0 but en Coupe de l'UEFA
- 129 matchs et 1 but en 1re division portugaise
- 10 matchs et 1 but en 1re division belge
- 1 match et 0 but en 1re division espagnole